# Adolf Kozlik
Adolf Kozlik (geboren 12. Mai 1912 in Wien, Österreich-Ungarn; gestorben 2. November 1964 in Paris) war ein österreichischer und US-amerikanischer sozialdemokratischer Ökonom, Soziologe, Staats- und Rechtswissenschaftler; Professor für Ökonomie.

## Leben
Adolf Kozlik ist in Wien aufgewachsen und studierte dort Rechtswissenschaften, worin er 1935 promovierte. Kozlik war bereits während seiner Schulzeit als Bezirksobmann des Verbands Sozialistischer Mittelschüler, aber auch noch während und nach seiner Zeit als Student bei unterschiedlichen, illegalen Nachfolgeorganisationen der damals verbotenen Sozialdemokratie politisch aktiv.
Adolf Kozlik flüchtete nach dem Anschluss Österreichs im Juni 1938 in die Schweiz und von dort zunächst weiter nach Frankreich. Mit Hilfe eines akademischen Netzwerks gelang es dem jungen Wissenschaftler, 1939 ins Exil in die USA zu gelangen. Er wurde Teil einer Gruppe von Exilanten, die die US-Geheimdienste mit Expertisen zur Wirtschaftslage des Deutschen Reichs versorgten. 1943 floh er erneut, diesmal vor dem FBI, da er dem Stellungsbefehl der amerikanischen Armee nicht Folge leisten wollte. In Mexiko sollte er seinen neuen Lebensmittelpunkt finden, wo er sich einer antifaschistischen Exilgemeinde anschloss. Mit Esteban Volkov, einem Enkel Leo Trotzkis, verband ihn eine tiefe Freundschaft.
Seine Werke veröffentlichte er auch unter den Pseudonymen „John B. Norman“, „Bruno Bauer“ und „Reinhard Bell“. In seinem unkonventionellen Werk sind besonders seine Kapitalismuskritik, seine radikale Demokratie-Perspektive und seine humorvolle Analyse des österreichischen Bildungswesens hervorzuheben.
Kozlik kehrte nach dem Zweiten Weltkrieg nach Österreich zurück, wo er allerdings das Schicksal vieler jüdischer und linker Remigranten im Wissenschaftsbetrieb teilte: Eine akademische Karriere an einer Universität blieb ihm versagt. Er war unter anderem als Direktor der Wiener Urania, an der Arbeiterkammer sowie als beigeordneter Direktor des neu gegründeten Instituts für Höhere Studien tätig. Die Leitung der Urania verlor er unter anderem deshalb, weil er in einer Sendung mit Heinz Conrads ohne Krawatte aufgetreten war. Sein Buch über die Situation der österreichischen Universitäten und Hochschulen begann er mit folgenden Worten: „Wissenschaft ist die Summe der Meinungen, die alle Hochschullehrer teilen. Meinungen, die davon abweichen, sind Vorurteile. Die Lehre an den Universitäten ist rein, weil Personen mit Vorurteilen von den Hochschulen ferngehalten werden.“
Kurz vor seinem Tod hat er den Zusammenbruch des goldhinterlegten Bretton-Woods-Währungssystems vorhergesagt, welcher dann erst 1971 tatsächlich stattfand. Adolf Kozlik wollte Österreich wieder verlassen und hatte dazu 1964 einen Posten an einer kanadischen Universität angenommen. Auf seiner Reise dorthin erlag er jedoch in Paris unerwartet einem Herzschlag.

## Publikationen
- Der Vergeudungskapitalismus. Das amerikanische Wirtschaftswunder, Europäische Perspektiven. Europa-Verlag, Wien 1966.
- Volkskapitalismus. Jenseits der Wirtschaftswunder, Europäische Perspektiven. Europa-Verlag, Wien 1968.
- Wie wird wer Akademiker? Zum österreichischen Schul- und Hochschulwesen. Wien, Frankfurt am Main, Zürich 1965.